# Alipio di Tagaste
Alipio di Tagaste (Tagaste, 360 circa – 430) è stato un vescovo romano. Amico di Agostino d'Ippona, battezzato con lui nel 387, dopo aver vissuto a Milano e in altre città italiane divenne vescovo di Tagaste nel 394.

## Biografia
Alipio nacque a Tagaste da genitori che erano tra i maggiorenti del paese; strinse un'affettuosa ed intima amicizia con sant'Agostino; dopo aver studiato retorica a Cartagine si recò a Roma per studiare diritto e da lì accompagnò Agostino a Milano. 
A Roma resistette energicamente alle pretese d'un senatore potentissimo che tentava di indurlo a commettere illegalità, restando indifferente, tra le meraviglia universale, sia alle minacce sia alle lusinghe. L'amicizia con Agostino lo trascinò nel manicheismo e con lui visse il travaglio del ritorno alla fede; si ritirò con Agostino a Cassiciaco, dove prese parte alle dispute di filosofia e insieme con lui ricevette il battesimo il 25 aprile 387. L'anno seguente Alipio tornò in Africa e a Tagaste si ritirò con gli amici a vita cenobitica.
Nel 391 seguì Agostino nel monastero d'Ippona, poi viaggiò in Oriente e strinse amicizia con san Girolamo (Ep., XXVIII, 1). Fu caro a Paolino da Nola, che ne ammirava la santità e lo zelo.
Eletto vescovo di Tagaste nel 394, quando Agostino era ancora prete, per quasi quarant'anni fu riformatore del clero, maestro di monachismo (santa Melania la giovane passò sette anni a Tagaste sotto la sua direzione) e difensore della fede contro i donatisti e i pelagiani. Nel 411 partecipò alla Conferenza di Cartagine, e fu tra i sette vescovi cattolici che sostennero le dispute con i donatisti. Nel 416 partecipò al concilio di Milevi, in Numidia. Nel 418, per incarico di papa Zosimo, si recò a Cesarea di Mauritania per affari ecclesiastici, e prese parte alla disputa di Agostino con Emerito, vescovo donatista (De gestis cum Emerito donatista). Per la causa pelagiana venne più volte in Italia, latore di opere agostiniane al pontefice Bonifacio. 
Si presume che fosse ad Ippona per la morte di Agostino, e che sia morto nello stesso anno 430.

## Culto
Santo per la Chiesa cattolica, festa il 15 agosto.
Dal Martirologio Romano: "Commemorazione di sant'Alipio, vescovo di Tagaste in Numidia, nell'odierna Algeria, che fu dapprima allievo di sant'Agostino e poi suo compagno nella conversione, collega nel ministero pastorale, strenuo commilitone nelle lotte contro l'eresia e infine compartecipe della gloria celeste."
Con il breve Alias a Congregatione del 19 agosto 1672 si consentì ai Canonici Regolari e agli Eremiti di Sant'Agostino di celebrare il culto dei santi Possidio e Alipio.